# Natriummolybdat
Natriummolybdat mit der Summenformel Na2MoO4 ist eine chemische Verbindung aus der Gruppe der Molybdate, welche auch oft als Dihydrat und Decahydrat vorkommt. Es ist das Natriumsalz der Molybdänsäure.

## Gewinnung und Darstellung
Natriummolybdat wurde erstmals durch Hydration synthetisiert. Eine bekanntere Synthese ist das Auflösen von Molybdäntrioxid in Natronlauge bei 50–70 °C. Das wasserfreie Salz wird durch Erhitzen auf mehr als 130 °C erzeugt.
{\displaystyle \mathrm {MoO_{3}+2\ NaOH\longrightarrow Na_{2}MoO_{4}\cdot 2\ H_{2}O} }
Auch die Herstellung durch Zusammenschmelzen von Molybdäntrioxid mit Natriumcarbonat ist möglich.

## Eigenschaften
Natriummolybdat ist ein weißer geruchloser Feststoff und bildet hydratisierte, glänzende, wasserlösliche Kristalle. Die Zersetzungstemperatur liegt bei 130 °C.
Natriumborhydrid reduziert das zentrale Molybdänatom zu einer niedrigeren Oxidationsstufe.
{\displaystyle \mathrm {Na_{2}MoO_{4}+NaBH_{4}+2\ H_{2}O\longrightarrow NaBO_{2}+MoO_{2}+2\ NaOH+3H_{2}} }

## Verwendung
Natriummolybdat wird als Analytisches Reagenz auf Alkaloide, zum Herstellen von Pigmenten und in der Medizin als Zusatzstoff in Sonden- oder Trinknahrung sowie zur Herstellung anderer Molybdänverbindungen verwendet. In der Landwirtschaft nutzt man große Mengen als Dünger.